# Reserva privada de uso múltiple Federico Wildermuth
La Reserva Federico Wildermuth es una de las Reservas de Usos Múltiples de la Provincia de Santa Fe, República Argentina. Ubicada en el departamento San Martín, a unos 10 km de la Colonia Belgrano, la zona es un relicto que conserva el paisaje de pastizales e isletas de bosque que se dan en la zona de transición de las ecorregiones Pampeana y del Espinal. El paisaje regional ha sido muy afectado por las actividades agropecuarias. El área protegida posee ambientes de estero, espartillares, pastizales naturales y una zona de producción agroecológica, donde se desarrollan actividades biológico dinámicas y sociales que ponen en práctica las ideas de Rudolf Steiner.
Pese a lo relativamente poco extenso del territorio que abarca tiene una variada flora y fauna autóctona así como peculiaridades históricas que le dan un importante valor intrínseco y le dotan de atractivos ecoturísticos.

## Historia
Hacia fines de los años ochenta, herederos de Federico Wildermuth (1848-1895) con residencia en Suiza, deciden destinar parte de las tierras heredadas a la creación de una reserva. Junto a familiares y amigos de la Argentina, los hermanos Jenny (bisnietos de Federico Wildermuth), conformaron una Fundación a la cual le otorgaron las tierras heredadas y el objetivo de establecer una reserva natural y bregar por su cuidado, propiciando además la educación ambiental y el desarrollo sustentable. Desde el principio el proyecto contó con la participación de ornitólogos y naturalistas reconocidos como Roberto Straneck y Martín R. de la Peña. Así, una porción de 1300 hectáreas que formaban parte de la Estancia La Invernada, se constituyeron como una de las primeras reservas de Uso Múltiple del sistema Provincial de Santa Fe. En el año 2008, y en el convencimiento de que hace falta una actitud activa de la humanidad para sanar los daños que ella misma le ha causado a la tierra, se incorporan 350 hectáreas a la reserva de usos múltiples, con la intención de que en ese sector se ensayen formas de producir que sean sanadoras de la tierra.

## Características generales
El dominio y la administración de la unidad de conservación lo realiza la Fundación Wildermuth. La jurisdicción es Provincial (Ley 12175) en tanto la Reserva está incorporada al Sistema Provincial de Áreas Protegidas. Su objetivo es la preservación del paisaje natural de la región, lo que resulta especialmente significativo por encontrarse en un área de intensa actividad agropecuaria.
Forma parte de las AICAs (Áreas importantes para la conservación de las aves) de la Provincia de Santa Fe, y está considerada como Área Valiosa de Pasitizal.
Los ambientes representados son típicos de la transición entre las ecorregiones del Espinal y Pampeana. Se pueden observar además de los campos cultivados; praderas de pasturas nativas y adventicias; espartillares; esteros y lagunas. 

## Flora
Las aproximadamente 1300 ha. de la reserva han sido afectadas por la actividad humana de manera disímil a lo largo del tiempo. Los sectores bajos, habitualmente cubiertos por el agua, prácticamente se han conservado sin grandes alteraciones. Los sectores más altos y planos han sido objeto de actividades de agricultura o pastoreo, por lo tanto conservan alteraciones propias de dichas actividades. Se distinguen tres ambientes:
- Pajonales: Prácticamente dominados por el espartillo (Spartina argentinensis) con la presencia de jume (Sarcocornia perennis) en algunos sectores aislados.
- Humedales: Los sectores de lagunas presentan prevalencia de juncos (Schoenoplectus californicus), con especies más diversas en las zonas de contorno de los espacios de anegamiento.
- Sabanas de pastos cortos y medios: Anteriormente destinados al pastoreo, estos sectores más altos y secos presentan de forma alternada espacios dominados por el chañar (Geoffroea decorticans), la cina-cina (Parkinsonia aculeata), el espinillo (Acacia caven) y herbáceas como la Paspalum sp. y la Artemisia sp.

## Fauna

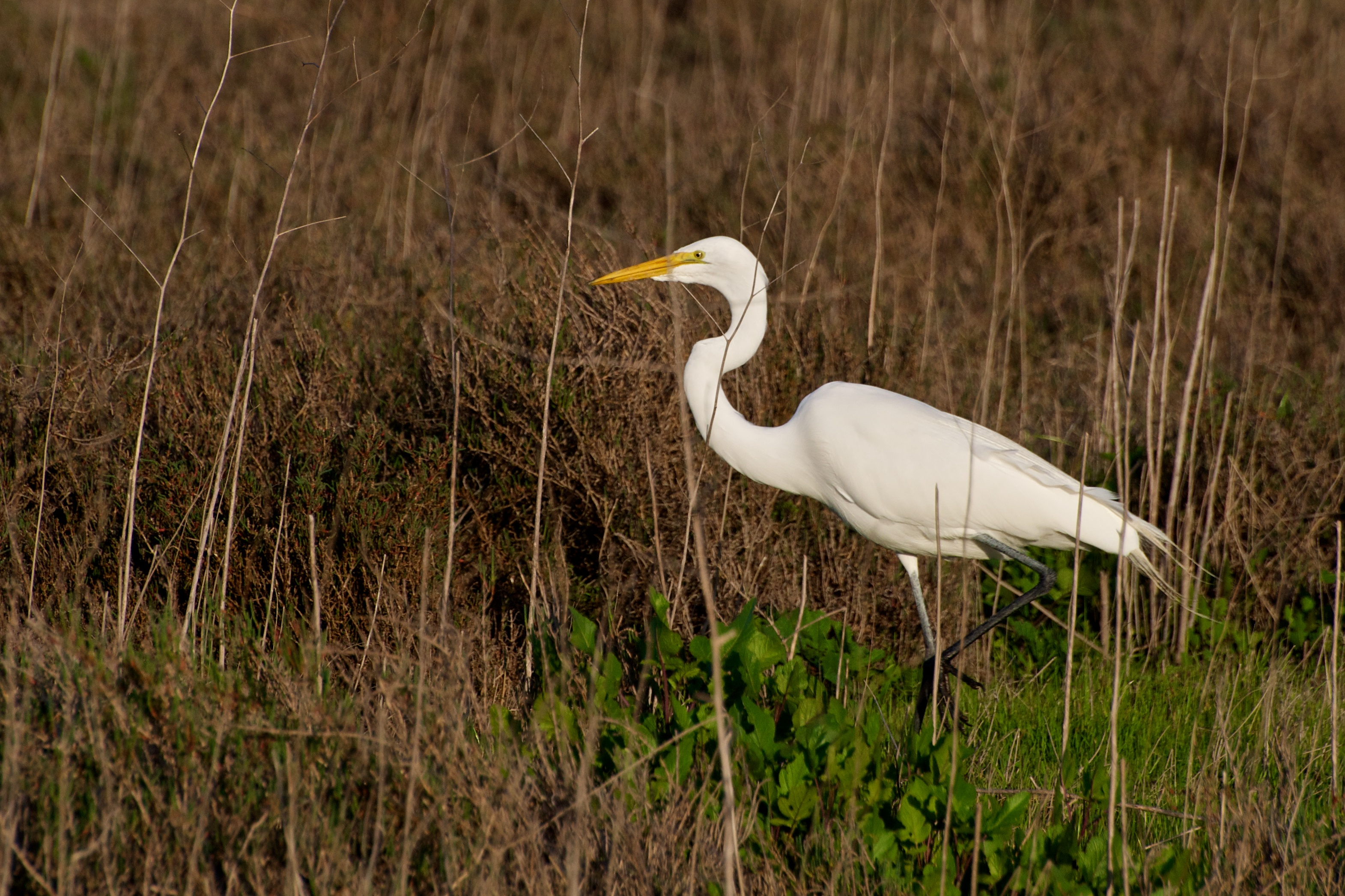
Garza blanca (Ardea alba)

La fauna es variada, si bien la observación directa puede estar dificultada por las condiciones del terreno. En la reserva se encuentran zorros grises (Lycalopex gymnocercus), peludos (Chaetophractus villosus), zorrinos (Mephitidae), gatos monteses (Leopardus geoffroyi), coipos (Myocastor coypus), cuises (Microcavia australis) , hurones (Mustela putorius furo) y comadrejas (Didelphis albiventris), además de ofidios como la ñacaniná (Hydrodynastes gigas) y víboras como la cascabel (Crotalus durissus), la yarará (Bothrops alternatus) y la de coral (Micrurus altirostris), reptiles y batracios.
La reserva es de gran importancia ornitológica, ya que protege el único ambiente en estado silvestre dentro de una región completa e intensamente dedicada a la actividad agropecuaria. Entre las aves que encuentran su hábitat en la zona se encuentran el ñandú (Rhea americana), el tachurí coludo (Culicivora caudacuta) el doradito pardo (Pseudocolopteryx dinelliana), el copetón (Pseudocolopteryx sclateri) y el común (Pseudocolopteryx flaviventris), el capuchino garganta café (Sporophila ruficollis) y el canela (Sporophila hypoxantha).
La reserva presenta 8 endemismos entre las especies de aves registradas: garza amarilla (Syrigma sibilatrix), halcón plomizo (Falco femoralis), lechucita vizcachera (Speotyto cunicularia),  tachurí canela (Polystictus pectoralis), golondrina cabeza rojiza (Alopochelidon fucata),  cachirla de uña corta (Anthus furcatus), el ya mencionado capuchino garganta café (Sporophila ruficollis) y el verdón (Embernagra platensis).
Una publicación destinada a observadores de aves informó acerca de registros de inambú o perdiz común (Nothura maculosa), más de un centenar de especies de aves pequeñas, principalmente de las familias Tyrannidae y Furnariidae, llamativos Gruiformes y colonias de cuervillo de cañada (Plegadis chihi), garza blanca (Ardea alba) y garceta nívea (Egretta thula).